# اورهالا
اورهالا (به لاتین: Overhalla) یک شهرداری در نروژ است که در تروندلاگ واقع شده‌است. اورهالا ۷۲۹٫۷۹ کیلومتر مربع مساحت و ۳٬۸۸۴ نفر جمعیت دارد.